# Arktisk staggstarr
Arktisk staggstarr (Carex nardina ssp. hepburnii) är en flerårig gräslik växt inom släktet starrar och familjen halvgräs. Arktisk staggstarr växer i täta platta tuvor och har ljusbruna basala slidor. Dess släta strån är raka och bladen är styva, korta, smala och raka. Axen blir från fem till åtta millimeter långa, har tre till fem hanblommor upptill och tre till sju honblommor nertill. De mörkbruna axfjällen blir från 2,5 till 3 millimeter, är äggrunda, trubbiga, smalt hinnkantade och i spetsen ofta fransiga. De blekbruna fruktgömmena blir från 3 till 3,5 millimeter, har otydliga nerver, kort skaft och kort, sträv, kluven näbb. Arktisk staggstarr blir från tre till åtta centimeter hög och blommar i juli.

## Utbredning
Arktisk staggstarr är sällsynt i Norden, men trivs bäst på torr, stenig, kalkrik mark på höglandet, såsom vindblottor och klipphyllor. Dess utbredning i Norden är begränsad till Svalbard.
- Referens: Den nya nordiska floran ISBN 91-46-17584-9